# 王應鍾
王應鍾（1510年—1599年），字懋復，號雲竹，人稱雲竹先生，福建承宣布政使司福州府侯官縣（今福建省福州市）人，明朝政治人物。

## 生平
嘉靖十三年（1534年）甲午科福建鄉試第四十二名舉人，二十年（1541年），登辛丑科會試第二百三十一名，廷試三甲第一百二十名進士，改翰林院庶吉士，二十二年十一月授湖廣道監察御史，復除浙江道御史，二十五年长芦巡盐，二十七年巡按直隶順天，河套事起，因前參議其事，被逮入诏狱，十监锦衣修前隙，几毙杖下。三十年巡按浙江，入掌河南道，主持京察，触犯首辅嚴嵩，三十一年三月升任河南提学副使，轉山東參政，以考察致仕。學使宋儀望曾为他在烏山修建道山精舍，讲学其中，從游者雲集。卒年九十。有《缶音集》。

## 家族
曾祖王亶；祖父王瓒；父王密。母陳氏。具庆下。。從弟王應時，雲南按察使。